# 口头坝乡
口头坝乡，是中华人民共和国甘肃省陇南市文县下辖的一个乡镇级行政单位。

## 行政区划
口头坝乡下辖以下地区：
畦子坝村、上西山村、西山村、杨山村、苍元山村、长丰村、寺坝村、柳家村、口头坝村、冯坪村、坪上村、成家山村、高家山村、柏林村和豆家湾村。